# زمین‌لرزه ۱۳۶۴ افغانستان
زمین‌لرزه افغانستان  در تاریخ ۲۹ ژوئیه ۱۹۸۵ میلادی، برابر با ‎۷ مرداد ۱۳۶۴، ساعت ۷:۵۴:۴۴ به زمان یوتی‌سی در افغانستان رخ داد. ژرفای این زلزله ۱۰۰٫۱ کیلومتر بود، و بزرگی آن ۷٫۴ در مقیاس Mw اعلام شده‌است. زمین‌لرزه به وقت محلی در روز دوشنبه، ساعت ۱۱٫۵ روی داده و منطقه زمانی آن یوتی‌سی +۴٫۵ بوده‌است .
سازمان زمین‌شناسی آمریکا نیز رومرکز این زمین‌لرزه را در مختصات ۳۶°۱۱′۲۴″شمالی ۷۰°۵۳′۴۶″شرقی / ۳۶٫۱۹°شمالی ۷۰٫۸۹۶°شرقی و ژرفای آن را در ۹۸ کیلومتر گزارش کرده‌است. بزرگی برگزیدهٔ این سازمان از میان بزرگی‌های محاسبه‌شدهٔ مختلف ۶٫۶ در مقیاس Mb بوده و از دید اثر، در میان چهار دسته‌بندی «نامحسوس»، «محسوس»، «زیان‌آور» یا «با تلفات»، زلزله را «با تلفات» اعلام کرده‌است.رانش زمین در آن به وجود آمده‌است.
پروژهٔ «تنسور گشتاور مرکزوار» زاویه‌های (راستا، شیب، ریک) گسل سازندهٔ زمین‌لرزه و صفحه عمود بر آن را (°۵۲، °۳۸، °۷۲) یا (°۲۵۴، °۵۴، °۱۰۴) و نوع گسل را «معکوس» فرارسانده‌است.
شمار کشتگان زلزله حدود ۵ نفر بوده‌است.تعداد زخمیان ۳۸ نفر برآورده شده‌است.